# Лејси (општина)
Општина Лејси (ест. Leisi vald) рурална је општина у северном делу округа Сарема на западу Естоније.
Општина обухвата северни део острва Сареме и заузима територију површине 347,91 km2. Граничи се са општинама Орисаре на истоку, Ваљала и Пихтла на југу, те Мустјала и Лане-Саре на западу.
Према статистичким подацима из јануара 2016. на територији општине живело је 1.974 становника, или у просеку око 5,7 становника по квадратном километру.
Административни центар општине налази се у селу Лејси у ком живи 264 становника.
На територији општине налазе се 54 села. 